# Storärkebiskop
Storärkebiskop är en förekommande titel i östkatolska kyrkor för den högste ärkebiskopen inom självbestämmande (sui juris) delkyrkor, under patriarken.